# Keiko Fujimori

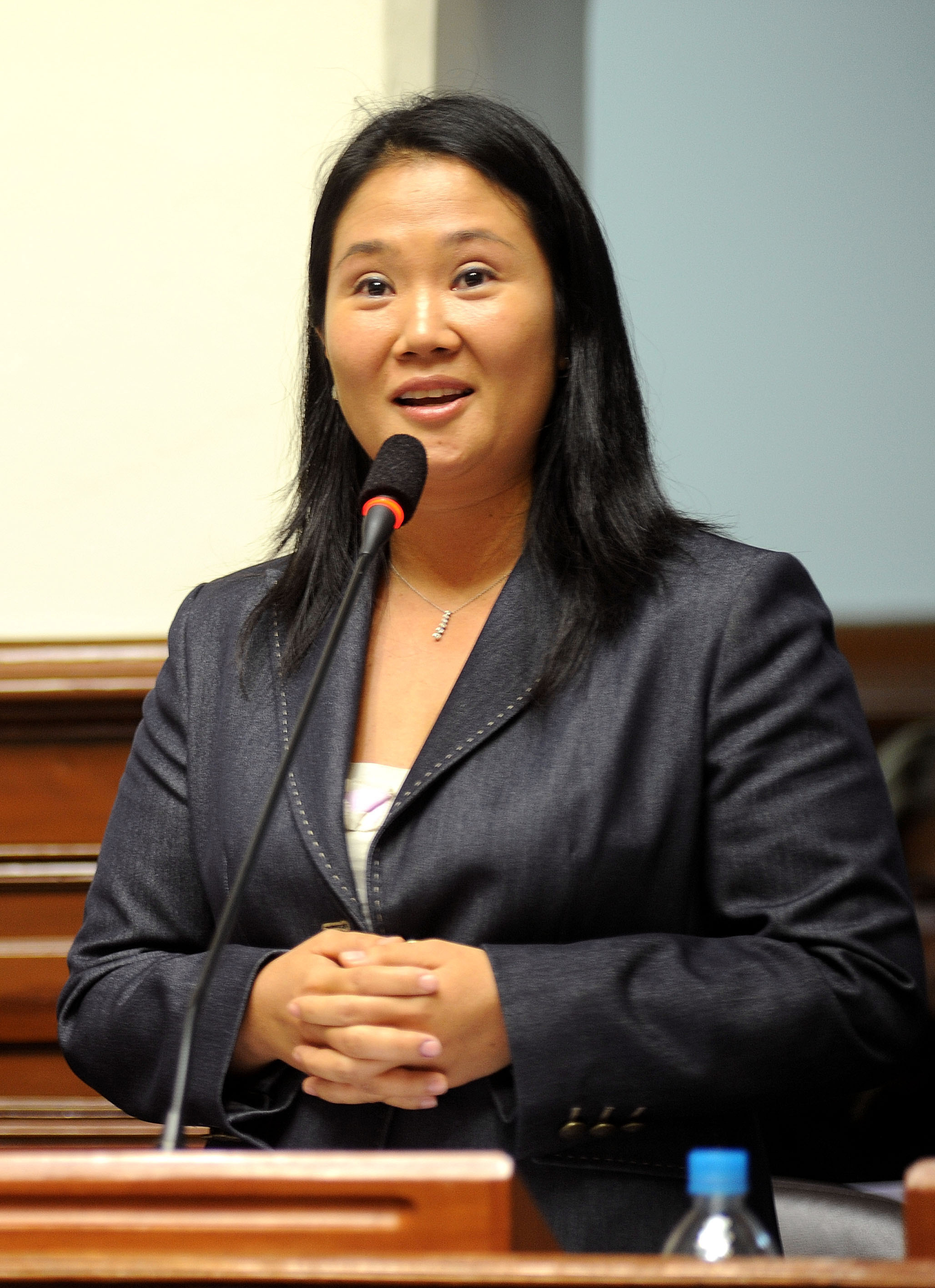
Keiko Fujimori

Keiko Fujimori (Lima, 25 mei 1975) is de dochter van de voormalige Peruviaanse president Alberto Fujimori. Na de scheiding van haar ouders trad ze tussen 1994 en 2000 op als first lady.

## Biografie
In 2011 en 2016 was ze kandidaat bij de presidentsverkiezingen namens de partij Fuerza Popular (Kracht van het Volk) maar haalde het met 48,55% en 49,88% van de stemmen nipt niet in de tweede ronde.